# Wilhelm Marr

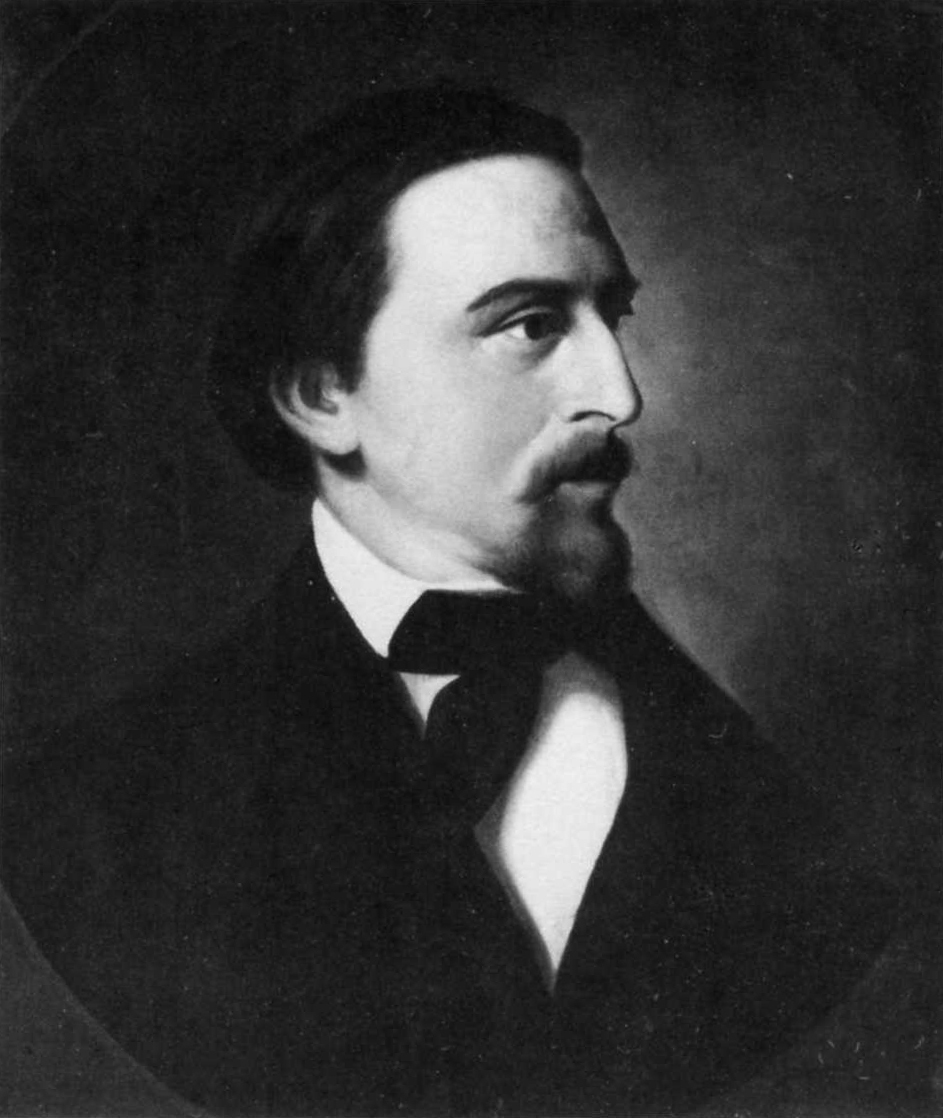
Wilhelm Marr (ca. 1860)

Friedrich Wilhelm Adolph Marr (* 16. November 1819 in Magdeburg; † 17. Juli 1904 in Hamburg) war ein deutscher Journalist. Er propagierte im deutschen Sprachraum als Erster den Anarchismus. Später vertrat er radikaldemokratische Positionen. 1879 gründete er die erste antisemitische politische Vereinigung des deutschen Kaiserreichs, die Antisemitenliga. Damit prägte er den neuen Begriff Antisemitismus für eine rassistisch statt religiös begründete Judenfeindschaft.

## Linker Demokrat und Anarchist
Wilhelm Marr war der einzige Sohn des Schauspielers und Regisseurs Heinrich Marr und dessen Ehefrau Henriette Catharina geb. Becherer. Von 1825 an besuchte er die Volksschule in Hannover und anschließend die Realschule in Braunschweig. Er durchlief in Hamburg und Bremen eine Kaufmannslehre, zog 1839 zu seinem Vater nach Wien, der am Burgtheater beschäftigt war, und arbeitete als Handlungsgehilfe bei zwei jüdischen Firmen. 1841 ging er nach Zürich und machte dort Bekanntschaft mit politischen Emigranten und linken Oppositionellen. Insbesondere die Begegnung mit Wilhelm Weitling bildete ein Schlüsselerlebnis in seinem Leben und machte ihn mit kommunistischen Ideen bekannt. Er arbeitete im Léman-Bund mit, einen jungdeutschen Geheimbund und vertrat anarchistische und atheistische Positionen, die von den Junghegelianern Bruno Bauer und Ludwig Feuerbach beeinflusst waren. 1844/45 gab er die Blätter der Gegenwart für sociales Leben heraus. 1845 wurde er auch aus Lausanne und im Anschluss auch aus mehreren deutschen Städten ausgewiesen.

## Politischer Journalist
1845 ließ sich Marr in Hamburg nieder und wurde politischer Journalist, so bei dem von ihm gegründeten satirischen Witzblatt Mephistopheles (1847/48–1852). Während der Revolution von 1848 vertrat er sozialreformistische Positionen. Er gehörte zu den extrem linken Anhängern der radikal-demokratischen Partei und wurde 1848 als Abgeordneter in die Hamburger Konstituante gewählt. Vom Scheitern der Revolution frustriert, ging er 1852 vorübergehend nach Costa Rica, um dort als Kaufmann sein Geld zu verdienen. Erfolglos kam Marr wieder 1859 nach Hamburg zurück und arbeitete erneut als Journalist. Marr war im Vorstand des „Demokratischen Vereins“ tätig, wo er mit Juden zusammenarbeitete, 1861/62 war er Abgeordneter der Hamburgischen Bürgerschaft. 1854 heiratete er Georgine Johanna Bertha Callenbach, deren Vater sich vom Judentum losgesagt hatte. Die Ehe wurde 1873 geschieden.
Bis 1861 war bei Marr keine judenfeindliche Haltung erkennbar. 1862 verfasste er aber den antisemitischen Artikel Der Judenspiegel. Darin behauptete er: Juden seien unfähig zur Assimilation. Sie bildeten aufgrund ihres religiösen Exklusivitätsanspruchs einen „Staat im Staate“. Ihre Emanzipation sei nur durch Aufgabe ihres Judentums erreichbar, andernfalls missbrauchten sie die Bürgerrechte für ihre Sonderrechte und um sich wirtschaftliche und politische Machtpositionen in der Hamburger Kaufmannsoligarchie zu sichern. Seitdem hätten sie die demokratischen Ideale des Liberalismus verraten. Dies richtete sich vor allem gegen den Präsidenten der Hamburger Bürgerschaft, Gabriel Riesser, einen liberalen Juden und Vorkämpfer der Judenemanzipation.
Infolge starker Proteste gegen diesen Artikel gab Marr seine politischen Ämter auf. Nach seinem Ausscheiden aus der Politik redigierte er Die Nessel (1864), den Beobachter an der Elbe (1865/66), das Sonntagsblatt Der Kosmopolit (1866), wurde schließlich leitender Redakteur der Berliner Post (1869/71) und war zudem für die Weimarische Zeitung (1874/75) tätig. Nebenher verfasste er Artikel für Die Gartenlaube.
1874 heiratete Marr die Jüdin Helene Sophia Emma Maria Behrend, die noch im selben Jahr starb. 1875 heiratete er die Schriftstellerin Jenny Therese Kornick (geschiedene Zschimmer), die einen jüdischen Elternteil hatte. Aus der von Anfang an unglücklichen Ehe ging am 6. Februar 1876 Heinz Marr hervor. 1877 wurde diese Ehe geschieden. 1879 heiratete er Clara Maria Kelch (* 1845), die aus einer Hamburger Arbeiterfamilie stammte.

### Rassenantisemit

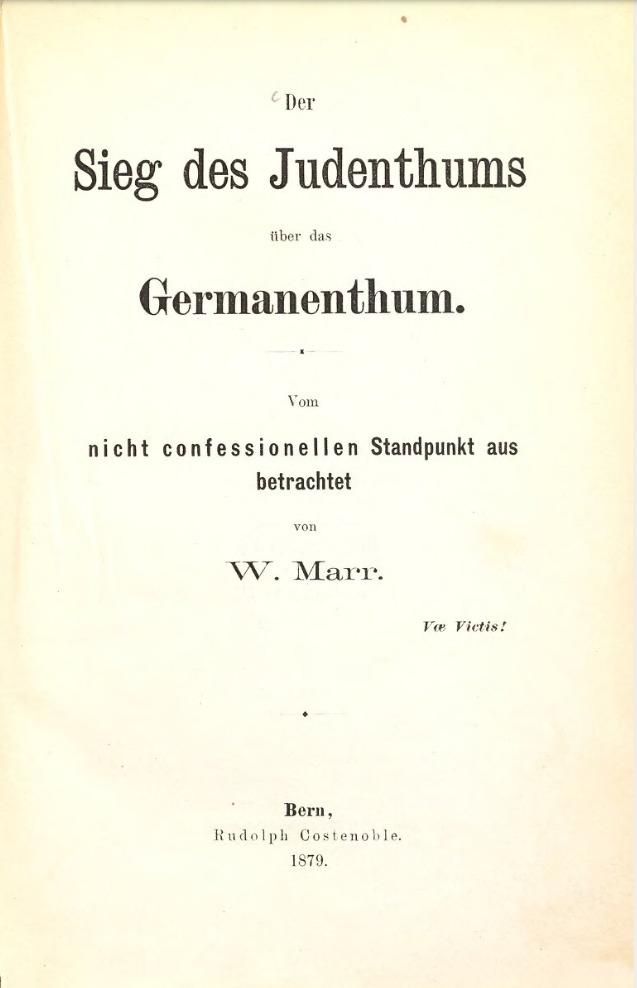
Buchumschlag von Der Sieg des Judenthums über das Germanenthum

Im Februar 1879 erschien in Berlin Marrs Propagandaschrift Der Sieg des Judenthums über das Germanenthum – Vom nichtconfessionellen Standpunkt aus betrachtet, die bis zum Jahresende 12 Auflagen erlebte. Darin fasste Marr schon länger bekannte Stereotype der „aufgeklärten“ Judenfeindschaft zu einer Ideologie zusammen:
- Der Titel stellt Juden den Germanen, nicht den Christen, gegenüber. Der Text beschreibt einen unüberwindbaren, ewigen Gegensatz zweier „Rassen“.[11]
- Juden seien „orientalische Fremdlinge“ einer „semitischen Race“ und mit der „Geldmacht“ identisch.[12] Indem er Juden als Semiten bezeichnete, deutete er einen ursprünglich auf eine Sprachfamilie bezogenen Begriff rassistisch um.
- Das Religionsgesetz der Juden verlange Feindschaft gegen alle Nichtjuden.
- Ihre wesensmäßige „destruktive Spannkraft“ habe im Altertum ständige Konflikte der Israeliten mit ihren Nachbarvölkern, dann einen ständigen Kulturkampf der zerstreuten Juden mit Europas Völkern erzeugt.
- Sie seien arbeitsscheu, aber listig und geschäftstüchtig und hätten durch ihre städtische Konzentration Dominanz über die Wirtschaft erlangt. Das habe den mittelalterlichen Judenhass erzeugt.
- Ihre exklusive Abschließung, Geldgeschäfte und theokratischer Fanatismus hätten eine „Verjudung“ des Germanentums bewirkt. Damit habe der „jüdische Geist“ in Form eines „abstrakten Realismus“ unbemerkt die Welt erobert.
- Die Revolution 1848/1849 habe die schon bestehende „Fremdherrschaft“ der Juden gesetzlich legitimiert, auf alle Gesellschaftsbereiche ausgedehnt und ihnen auch den Staat ausgeliefert.
- „Jüdischer Geist“ beherrsche die Parteien und die Presse, bevormunde Christentum und Kirchen. Vom christlich-konservativen Staat sei daher keine Hilfe zu erwarten.
- Der weltweite Sieg des Judentums im Kulturkampf sei unabwendbar.[13]
- Jeder Versuch einer Integration der Juden gefährde die Rasseeigenschaften der Deutschen. Indem diese den Juden gleiche Rechte verschafften, hätten sie unwissentlich ihren eigenen Untergang besiegelt. Das Judentum habe den (von Marr imaginierten) Kulturkampf schon für sich entschieden.[14]

Diesen „aufgeklärten“ politischen Antisemitismus grenzte Marr scharf vom bloß emotionalen christlich-religiösen Antijudaismus ab, um ihn als rationalen Diskurs erscheinen zu lassen und auch religionsferne Bürger von der angeblich notwendigen Ausgrenzung der Juden zu überzeugen.
Dass diese Schrift ein bedeutendes Zeugnis vom Übergang von der religiösen zur rassistischen Judenfeindschaft darstelle, bezeichnet der Historiker Peter Longerich als eine „Fehlinterpretation“, denn der Begriff der Race, den er verwende, bezeichne keine vermeintliche biologische Tatsache, sondern das jüdische Volk, dem er reines Nützlichkeitsdenken und eine hohe „Energie des theokratischen Fanatismus“ zuschrieb. Dabei habe er pessimistisch die Niederlage des „Germanentums“ für eine ausgemachte Sache gehalten: „Dem Semitismus gehört die Weltherrschaft“.
Das Substantiv Antisemiten taucht in Marrs Schriften auf, nicht aber Antisemitismus: Diese Neuschöpfung erschien erstmals in einem Zeitungsbericht über die Gründung der Antisemitenliga vom Dezember 1879. Das Adjektiv „antisemitisch“ ist schon 1860 bei Moritz Steinschneider erstmals belegt.
Marr prägte wesentliche Klischees und Schlagworte, die weit über seinen persönlichen Erfolg hinaus weiterwirkten und die Diskussion um die „Judenfrage“ bestimmten. So legte er 1880 mit seiner Schrift Goldene Ratten und rothe Mäuse laut Wolfgang Benz die Basis für die verschwörungstheoretische Gleichsetzung von Judentum, Kapitalismus und Kommunismus, wie sie später Adolf Hitler in Mein Kampf vertrat, wohingegen Micha Brumlik betont, dass Marr – anders als die Nationalsozialisten – die Juden und das Judentum ausschließlich dem Kapitalismus zurechnete.

„Von zwei Seiten wird also die Zerstörung der Gesellschaft betrieben; von Seiten der goldenen und rothen Internationale. Dort vom Standpunkt des krassesten Individualismus aus, hier vom mehr oder weniger bewussten kommunistischen Standpunkt. Das Judenthum hat die Führerschaft der goldenen Internationale übernommen […] Die ,liberale‘ Gesetzgebung hat uns dem Kapitalismus gegenüber nahezu wehrlos gemacht […] Ein Volk von geborenen Kaufleuten unter uns, die Juden, hat eine Aristokratie, die des Geldes, geschaffen, welche alles zermalmt von Oben her, aber zugleich auch eine kaufmännische Pöbelherrschaft, welche durch Schacher und Wucher von Unten herauf die Gesellschaft zerfrisst und zersetzt.“

Die Antisemitismusforscherin Monika Schwarz-Friesel wies darauf hin, dass Marrs Argumentation der heutiger Antisemiten ähnlich sei, beispielsweise hinsichtlich der Leugnung eigener judenfeindlicher Ressentiments: Marr hebt hervor, seine Kritik an Juden sei lediglich eine zwangsläufige Reaktion auf deren Verhalten und mit Vorurteilen oder religiöser Judenfeindschaft habe seine „Beweisführung“ nichts zu tun. Auch das Stereotyp eines angeblichen Kritiktabus finde sich bereits in seiner Schrift Der Sieg des Judenthums über das Germanenthum (1879), in der Marr behauptet, man dürfe in Deutschland nichts „gegen die mächtigen und einflussreichen Juden“ sagen.
Trotz seines Kulturpessimismus wollte Marr dem angeblich Wirtschaft, Politik und Staat dominierenden Judentum entgegentreten. Dazu gründete er im September 1879 die Antisemitenliga und gab deren Zeitschrift Die neue deutsche Wacht heraus. 1880 erschien Marrs Der Weg zum Siege des Germanenthums über das Judenthum – 4. Aufl. von „Wählet keinen Juden“. Damit stieg er vorübergehend zum Wortführer des politischen Antisemitismus auf. Agitatorisch erreichte Marr große Resonanz, parteipolitisch hatte er einen Misserfolg nach dem anderen einzustecken. Seine Liga hatte nur um die 50 Mitglieder, war ab 1880 isoliert und löste sich Ende 1880 auf. Sie wurde aber Vorbild für viele ähnliche Vereine. Andere Antisemiten um Adolf Stoecker, Heinrich von Treitschke und Bernhard Förster  gründeten neue Parteien und lehnten eine allzu offene rassistische Propaganda ab. Als Linksliberaler und Atheist blieb Marr bei den Antisemiten, als Antisemit in der Sozialdemokratie des Kaiserreichs Außenseiter. 1890 zog er sich, gesundheitlich angeschlagen und politisch verbittert, ins Privatleben zurück und geriet zuletzt noch in Streit mit seinem Schüler Theodor Fritsch, den er des „Geschäftsantisemitismus“ bezichtigte.

### Abkehr vom Antisemitismus
Die Antisemitenliga und ihre Zeitschrift Die deutsche Wacht gingen bereits Anfang der 1880er Jahre ein, die politische Karriere, die Marr sich erhofft haben mag, blieb aus. Gegen Ende seines Lebens bekannte Marr in seinem Testament eines Anti-Semiten, dass die Annahme, die Judenfrage wäre das „A und O der Geschichte“, nur Selbstbetrug gewesen sei. Er sagte voraus, die Modernisierung und die soziale Frage würden dazu führen, dass die Zukunft eher den Sozialdemokraten als den Antisemiten gehören werde. Die beginnende Globalisierung aber werde sich notwendig dahin auswirken, dass es nirgendwo mehr reine Rassen geben werde. Damit könne aber auch das Judentum nicht länger für den von ihm bedauerten Wandel verantwortlich gemacht werden.

## Werke (in Auswahl)
- Pillen. Eigens präparirt für deutsche und andere Michel; Bern: Jenni Sohn, 1844.
- Katechismus eines Republikaners der Zukunft; Lausanne 1845.
- Petit mot d'un étranger au peuple vaudois. Dédié aux aveugles dans le canton de Vaud. Impr. J.-Fr. Hess, Riesbach 1845. Digitalisat
- Das junge Deutschland in der Schweiz. Ein Beitrag zur Geschichte der geheimen Verbindungen unserer Tage. Wilhelm Jurany, Leipzig 1846. Digitalisat
- Der Mensch und die Ehe vor dem Richterstuhl der Sittlichkeit. Wilhelm Jurany, Leipzig 1848. Digitalisat
- Anarchie oder Autorität?. Hoffmann und Campe, 1852. Digitalisat
- Der Judenspiegel. 5. Aufl., Hamburg 1862. Digitalisat
- Reise durch Central-Amerika. Erster Band. Otto Meißner, Hamburg 1863. Digitalisat
- Messias Lassalle und seine Hamburger Jünger. Eine Abfertigung; Hamburg: Fischer 1863.
- Der Ausschluß Oesterreichs aus Deutschland ist eine politische Widersinnigkeit; Hamburg u. a.: Schardius 1866.
- Selbständigkeit und Hoheitsrecht der freien Stadt Hamburg sind ein Anachronismus geworden; Hamburg: Selbstverlag 1866.
- Des Weltunterganges Posaunenstoß, lieblich begleitet und allen Gläubigen gewidmet; Hamburg: Fischer 1867.
- Es muß alles Soldat werden! oder die Zukunft des Norddeutschen Bundes. Ein Phantasiegemälde. W. Schardius, Hamburg 1867. Digitalisat
- Nach Jerusalem mit dem Papst! Eine Bergpredigt; Altona: Verlags-Bureau 1867.
- Religiöse Streifzüge eines philosophischen Touristen; Berlin: Denicke, 1876.
- Der Sieg des Judenthums über das Germanenthum – Vom nichtconfessionellen Standpunkt aus betrachtet. Costenoble, Bern 1879 (mit mehreren Folgeauflagen). Online (PDF; 1,7 MB)
- Der Sieg des Judenthums über das Germanenthum : vom nicht confessionellen Standpunkt aus betrachtet. 12. Aufl., verm. durch e. Vorw. d. Verf. an Israel. Bern: Costenoble, 1879.
- Wählet keinen Juden! Der Weg zum Siege des Germanenthums über das Judenthum. Ein Mahnwort an die Wähler nichtjüdischen Stammes aller Confessionen. Mit einem Schlußwort: „An die Juden in Preussen.“ Hentze, Berlin 1879. (4. Aufl. 1880 nur unter dem Titel: Der Weg zum Siege des Germanenthums über das Judenthum.) Online
- Jeiteles teutonicus. Harfenklänge aus dem vermauschelten Deutschland von Marr dem Zweiten; Bern 1879.
- Vom jüdischen Kriegsschauplatz. Eine Streitschrift; Bern: Costenoble, 1879.
- Wählet keinen Juden! Der Weg zum Siege des Germanenthums über das Judenthum. Ein Mahnwort an die Wähler nichtjüdischen Stammes aller Confessionen; Berlin: Hentze, 1879.
- Der Judenkrieg, seine Fehler und wie er zu organisieren ist. 2. Theil von „Der Sieg des Judenthums über das Germanenthum“. Antisemitische Hefte 1; Chemnitz: Schmeitzner 1880.
- Goldene Ratten und rothe Mäuse; Antisemitische Hefte 2; Chemnitz: Schmeitzner 1880.
- Oeffnet die Augen, Ihr deutschen Zeitungsleser. Ein unentbehrliches Büchlein für jeden deutschen Zeitungsleser; Antisemitische Hefte 3; Chemnitz: Schmeitzner, 1880.
- Lessing contra Sem. Allen „Rabbinern“ der Juden- und Christenheit, allen Toleranz-Duselheimern aller Parteien, allen Pharisäern und „Schriftgelehrten“ tolerantest gewidmet. Mit einem Bildnis des Verfassers; Berlin: Schulze 1885.